# Championnat d'Espagne de rugby à XV 2021-2022
Navigation
División de Honor 2020-2021 División de Honor 2022-2023
Le championnat d'Espagne de rugby à XV 2021-2022, qui porte le nom de División de Honor 2021-2022 est une compétition de rugby à XV qui oppose les douze meilleurs des clubs espagnols. 

## Participants
Les 12 équipes de la División de Honor sont :
| Alcobendas Barcelone Cisneros Burgos La Vila Les Abelles Ordizia El Salvador Santboiana Valladolid Gernika Sevilla |

| Équipe                                   | Stade                               | Ville                 |
| ---------------------------------------- | ----------------------------------- | --------------------- |
| Lexus Alcobendas Rugby                   | Las Terrazas                        | Alcobendas            |
| Recoletas Burgos - Universidad de Burgos | San Amaro                           | Burgos                |
| Ampo Ordizia RE                          | Stade municipal d'Altamira          | Ordizia               |
| CR La Vila                               | Campo del Pantano                   | La Vila Joiosa        |
| Complutense Cisneros                     | Central de la Ciudad Universitaria  | Madrid                |
| SilverStorm El Salvador                  | Stade Pepe-Rojo                     | Valladolid            |
| Barça Rugbi                              | La Teixonera                        | Barcelone             |
| Grupo Intxausti Gernika RT               | Estadio Urbieta                     | Gernika               |
| UE Santboiana                            | Estadi Baldiri Aleu                 | Sant Boi de Llobregat |
| VRAC Quesos Entrepinares                 | Stade Pepe-Rojo                     | Valladolid            |
| CP Les Abelles                           | Campo de Rugby Jorde Diego Pantera  | Valence               |
| Ciencias Enerside                        | Instalaciones Deportivas La Cartuja | Séville               |

## Format de la compétition
La compétition se déroule en poule unique, avec 16 matchs au programme. Les équipes sont réparties en deux groupes selon leur classement de l'année précédente. Les équipes jouent 5 rencontres contre des opposants de leur groupe, et 3 rencontres contre des opposants de l'autre groupe. 
Les groupes sont les suivants :
- A : Alcobendas, El Salvador, Barcelone, Cisneros, Santboiana, La Vila
- B : VRAC, Ordizia, Burgos, Ciencias, Les Abelles, Gernika

Au terme de la phase de poule, les huit premiers se qualifient pour les phases finales. Le dernier est relégué, tandis que le 11e joue un barrage contre le second de deuxième division.

### Classement de la première phase
| Rang | Club           | J  | V  | N | D  | Pm  | Pe  | Diff | Pts |
| ---- | -------------- | -- | -- | - | -- | --- | --- | ---- | --- |
| 1    | El Salvador    | 16 | 11 | 0 | 5  | 451 | 327 | +124 | 54  |
| 2    | Santboiana     | 16 | 12 | 0 | 4  | 463 | 351 | +112 | 53  |
| 3    | Alcobendas     | 16 | 10 | 0 | 6  | 442 | 289 | +153 | 50  |
| 4    | Ordizia        | 16 | 10 | 1 | 5  | 416 | 328 | +88  | 49  |
| 5    | Ciencias       | 16 | 10 | 1 | 5  | 444 | 324 | +120 | 48  |
| 6    | Cisneros       | 16 | 8  | 0 | 8  | 381 | 407 | -26  | 35  |
| 7    | Barcelone      | 16 | 7  | 0 | 9  | 395 | 408 | -13  | 35  |
| 8    | Burgos         | 16 | 6  | 3 | 7  | 396 | 389 | +7   | 35  |
| 9    | Valladolid (T) | 16 | 7  | 1 | 8  | 326 | 384 | -58  | 34  |
| 10   | Les Abelles    | 16 | 5  | 0 | 11 | 341 | 503 | -162 | 24  |
| 11   | La Vila (P)    | 16 | 4  | 0 | 12 | 281 | 429 | -148 | 18  |
| 12   | Gernika (P)    | 16 | 3  | 0 | 13 | 270 | 447 | -177 | 18  |

|  | Qualifié pour les phases finales (no 1, no 2, no 3, no 4, no 5, no 6, no 7, no 8). |
|  | barrage de relégation (no 11).                                                     |
|  | relégation (no 12).                                                                |
|  | Exclu (Alcobendas).                                                                |
|  | T : tenant du titre 2021, P : promu 2021.                                          |

Attribution des points : victoire sur tapis vert : 5, victoire : 4, match nul : 2, défaite : 0, forfait : -2 ; plus les bonus (offensif : 4 essais marqués ; défensif : défaite par 7 points d'écart ou moins).
Règles de classement : ?

#### Exclusion d'Alcobendas
Fin mai, la FER annonce la relégation du club d'Alcobendas en deuxième division. Le club est jugé coupable d'avoir falsifié les papiers de son joueur Sud-africain Gavin van den Berg, afin de le qualifier comme joueur national. Ce joueur a ensuite été sélectionné par la sélection nationale, alors qu'il y était inéligible. Son inéligibilité ayant entraîné l'exclusion de la sélection espagnole pour la Coupe du monde 2023. Qualifié pour les quarts de finale du championnat, le club est déclaré forfait et doit laisser avancer son adversaire, Cisneros. De même, qualifié en finale de coupe d'Espagne, l'équipe est disqualifiée et laisse sa place au Ciencias.

#### Résultats détaillés
L'équipe qui reçoit est indiquée dans la colonne de gauche.
| Clubs                                    | ALC   | ABE   | BAR   | BUR   | CIE   | CIS   | ESV   | GER   | LAV   | ORD   | SNB   | VAL   |
| ---------------------------------------- | ----- | ----- | ----- | ----- | ----- | ----- | ----- | ----- | ----- | ----- | ----- | ----- |
| CP Les Abelles                           |       |       |       | 27-6  | 29-19 | 24-21 |       | 24-26 | 17-24 | 29-23 | 24-44 | 27-38 |
| Lexus Alcobendas Rugby                   | 29-23 |       | 17-22 |       | 31-16 | 26-29 | 21-23 |       | 46-10 | 35-30 | 39-13 |       |
| Barça Rugbi                              | 41-21 | 13-25 |       |       | 33-34 | 12-28 | 30-33 |       | 26-19 | 24-9  | 20-23 |       |
| Recoletas Burgos - Universidad de Burgos | 68-31 | 9-16  | 42-30 |       | 20-20 |       | 21-17 | 34-13 |       | 22-22 |       | 30-28 |
| Ciencias Enerside                        | 43-5  |       |       | 29-14 |       | 42-11 |       | 45-15 | 30-20 | 34-28 | 41-40 | 28-3  |
| Complutense Cisneros                     |       | 13-36 | 25-15 | 33-20 |       |       | 24-20 | 31-35 | 22-15 |       | 31-25 | 26-28 |
| SilverStorm El Salvador                  | 24-7  | 23-22 | 36-13 |       | 29-19 | 25-14 |       |       | 33-10 | 47-26 | 12-17 |       |
| Grupo Intxausti Gernika RT               | 26-29 | 10-12 | 22-26 | 17-33 | 14-20 |       | 29-23 |       |       | 15-16 |       | 8-17  |
| CR La Vila                               |       | 0-22  | 31-43 | 24-20 |       | 15-29 | 34-42 | 20-7  |       |       | 20-33 | 20-16 |
| Ampo Ordizia RE                          | 34-12 |       |       | 22-3  | 19-12 | 31-18 |       | 51-8  | 27-13 |       | 34-32 | 19-11 |
| UE Santboiana                            |       | 19-16 | 18-15 | 34-28 |       | 38-26 | 26-21 | 48-15 | 16-6  |       |       | 37-3  |
| VRAC Quesos Entrepinares                 | 37-12 | 36-29 | 25-32 | 26-26 | 13-12 |       | 14-43 | 18-10 |       | 13-25 |       |       |

|  | Victoire à domicile |  | Match nul |  | Défaite à domicile |

### Phase finale

#### Matchs pour le titre
|  | Quarts de finale                         | Quarts de finale                         | Quarts de finale     | Quarts de finale     |                         |                         | Demi-finales | Demi-finales | Demi-finales | Demi-finales |  |  | Finale | Finale | Finale | Finale |
|  |                                          |                                          |                      |                      |                         |                         |              |              |              |              |  |  |        |        |        |        |
|  |                                          |                                          |                      |                      |                         |                         |              |              |              |              |  |  |        |        |        |        |
|  |                                          |                                          |                      |                      |                         |                         |              |              |              |              |  |  |        |        |        |        |
|  | UE Santboiana                            | UE Santboiana                            | 30                   | 30                   |                         |                         |              |              |              |              |  |  |        |        |        |        |
|  | UE Santboiana                            | UE Santboiana                            | 30                   | 30                   |                         |                         |              |              |              |              |  |  |        |        |        |        |
|  | Barça Rugbi                              | Barça Rugbi                              | 23                   | 23                   |                         |                         |              |              |              |              |  |  |        |        |        |        |
|  | Barça Rugbi                              | Barça Rugbi                              | 23                   | 23                   | UE Santboiana           | UE Santboiana           | 32           | 32           |              |              |  |  |        |        |        |        |
|  |                                          |                                          |                      |                      | UE Santboiana           | UE Santboiana           | 32           | 32           |              |              |  |  |        |        |        |        |
|  |                                          |                                          | Complutense Cisneros | Complutense Cisneros | 26                      | 26                      |              |              |              |              |  |  |        |        |        |        |
|  | Lexus Alcobendas Rugby                   | Lexus Alcobendas Rugby                   | Complutense Cisneros | Complutense Cisneros | 26                      | 26                      | exclu        | exclu        |              |              |  |  |        |        |        |        |
|  | Lexus Alcobendas Rugby                   | Lexus Alcobendas Rugby                   |                      |                      |                         |                         |              | exclu        |              |              |  |  |        |        |        |        |
|  | Complutense Cisneros                     |                                          |                      |                      |                         |                         |              |              |              |              |  |  |        |        |        |        |
|  | UE Santboiana                            | UE Santboiana                            | 23                   | 23                   |                         |                         |              |              |              |              |  |  |        |        |        |        |
|  | UE Santboiana                            | UE Santboiana                            | 23                   | 23                   |                         |                         |              |              |              |              |  |  |        |        |        |        |
|  |                                          |                                          | Ampo Ordizia RE      | Ampo Ordizia RE      | 17                      | 17                      |              |              |              |              |  |  |        |        |        |        |
|  | SilverStorm El Salvador                  | SilverStorm El Salvador                  | Ampo Ordizia RE      | Ampo Ordizia RE      | 17                      | 17                      | 20           | 20           |              |              |  |  |        |        |        |        |
|  | SilverStorm El Salvador                  | SilverStorm El Salvador                  |                      |                      |                         |                         |              |              |              |              |  |  |        |        |        |        |
|  | Recoletas Burgos - Universidad de Burgos | Recoletas Burgos - Universidad de Burgos | 14                   | 14                   |                         |                         |              |              |              |              |  |  |        |        |        |        |
|  | Recoletas Burgos - Universidad de Burgos | Recoletas Burgos - Universidad de Burgos | 14                   | 14                   | SilverStorm El Salvador | SilverStorm El Salvador | 27           | 27           |              |              |  |  |        |        |        |        |
|  |                                          |                                          |                      |                      | SilverStorm El Salvador | SilverStorm El Salvador | 27           | 27           |              |              |  |  |        |        |        |        |
|  |                                          |                                          | Ampo Ordizia RE      | Ampo Ordizia RE      | 30                      | 30                      |              |              |              |              |  |  |        |        |        |        |
|  | Ampo Ordizia RE                          | Ampo Ordizia RE                          | Ampo Ordizia RE      | Ampo Ordizia RE      | 30                      | 30                      | 26           | 26           |              |              |  |  |        |        |        |        |
|  | Ampo Ordizia RE                          | Ampo Ordizia RE                          |                      |                      |                         |                         |              | 26           |              |              |  |  |        |        |        |        |
|  | Ciencias Enerside                        | Ciencias Enerside                        | 20                   | 20                   |                         |                         |              |              |              |              |  |  |        |        |        |        |
|  | Ciencias Enerside                        | Ciencias Enerside                        | 20                   | 20                   |                         |                         |              |              |              |              |  |  |        |        |        |        |
|  |                                          |                                          |                      |                      |                         |                         |              |              |              |              |  |  |        |        |        |        |

### Résultats détaillés

#### Finale
| 5 juin 2022 12h00 | UE Santboiana | 23 - 17 (13 - 7) | Ampo Ordizia RE                                                                                   | Estadi Baldiri Aleu (en), Sant Boi de Llobregat Arbitre : David Castro |
| 5 juin 2022 12h00 | Essai(s) : Martinez (23e), Contardi (56e) Transformation(s) : Rojas 2 (24e, 57e) Pénalité(s) : Martinez (63e) Drop(s) : Rojas (27e), Martinez (31e) | Rapport          | Essai(s) : Ryan (16e), Gomez (80e) Transformation(s) : Cruz 2 (17e, 80e) Pénalité(s) : Cruz (59e) | Estadi Baldiri Aleu (en), Sant Boi de Llobregat Arbitre : David Castro |
| 5 juin 2022 12h00 | | Rapport          |                                                                                                   | Estadi Baldiri Aleu (en), Sant Boi de Llobregat Arbitre : David Castro |

| Titulaires · Imanol Martinez 15 · Jordi Jorba 14 · Ignacio Contardi 13 · Zak Chambers 12 · Pau Anguita 11 · Javier Rojas 10 · Juan Manuel Lescano 9 · Afa Tauli 8 · Marc Palomar 7 · Ruan Snyman 6 · Federico Bianchini 5 · Clemente Saavedra 4 · Jose Maria Viana 3 · Aleix Buira 2 · Gastón Via 1 · Remplaçants · Álvaro García 16 · Mariano Viano 17 · Sergi Coma 18 · Oriol Pujol 19 · Joan Lopez 20 · Albert Millan 21 · Federico Gonzalez 22 · Marcos Puig 23 · |  | Titulaires · 15 Andell Loubser · 14 Anthony Matoto · 13 Gabriel Engelbrecht · 12 Erlantz Garmendia · 11 Julen Goia · 10 Valentin Cruz · 9 Elliot Ryan · 8 Oier Goia · 7 Mikel Perez · 6 Aitor Olasagasti · 5 Gorka Elosua · 4 Asier Alvarez de Eulate · 3 Rodrigo Oubiña · 2 Ander Alberdi · 1 Caylib Oosthuizen · Remplaçants · 16 Mohamed Amine · 17 Aitor Lasa · 18 Diego Carvajales · 19 Aimar Ardanza · 20 Anthony Nazabal · 21 Alain Araña · 22 Lander Mujika · 23 Lander Gomez · |